# Microrregión de Diamantina
La microrregião de Diamantina es una de las  microrregiones del estado brasileño de Minas Gerais perteneciente a la mesorregión  Jequitinhonha. Su población fue estimada en 2006 por el IBGE en 82.063 habitantes y está dividida en ocho municipios. Posee un área total de 7.348,029 km².

## Municipios
- Couto de Magalhães de Minas
- Datas
- Diamantina
- Felício dos Santos
- Gouveia
- Presidente Kubitschek
- São Gonçalo do Rio Preto
- Senador Modestino Gonçalves

- Datos: Q1829745